# جیمز برولین
جیمز برولین (انگلیسی: James Brolin؛ زاده ۱۸ ژوئیهٔ ۱۹۴۰) یک هنرپیشه اهل آمریکا است. برولین برنده دو جایزه گلدن گلوب و امی شده است. او در ۲۷ اوت ۱۹۸۸ در پیاده‌روی مشاهیر هالیوود یک ستاره دریافت کرد. برولین پدر جاش برولین بازیگر و شوهر باربارا استرایسند است.

## فیلم‌شناسی

#### گزیده آثار بازیگری در سینما
- قطار سریع‌السیر فون راین (۱۹۶۵)
- سفر شگفت‌انگیز (۱۹۶۶)
- ماجرای کیپ تاون (۱۹۶۷)
- سرقت هواپیما (۱۹۷۲)
- وست‌ورلد (۱۹۷۳)
- گیبل و لمبارد (۱۹۷۶)
- ماشین (۱۹۷۷)
- کاپریکورن یک (۱۹۷۸)
- وحشت در آمیتی‌ویل (۱۹۷۹)
- شب شعبده‌باز (۱۹۸۰)
- حداکثر خطر (۱۹۸۱)
- تد و ونوس (۱۹۹۱)
- کتاب مقدس بصری: اعمال (۱۹۹۴)
- جنگ برادرم (۱۹۹۷)
- قاچاق (۲۰۰۰)
- اگه می‌تونی منو بگیر (۲۰۰۲)
- یه چیز پسرانه (۲۰۰۳)
- بهانه (۲۰۰۶)
- جشن شکار (۲۰۰۷)
- آخرین شانس هاروی (۲۰۰۸)
- گودز: زندگی سخت، فروش دشوار (۲۰۰۹)
- برلسک (۲۰۱۰)
- وصیت‌نامه (۲۰۱۱)
- عشق، عروسی، ازدواج (۲۰۱۱)
- مراحل (۲۰۱۵)
- ۳۳ (۲۰۱۵)
- خواهران (۲۰۱۵)
- رز بودن (۲۰۱۷)
- لایت‌یر (۲۰۲۲-صداپیشه)